# Гурунчето
Гурунчето е защитена местност в България. Намира се в землището на село Рибарица, област Ловеч.
Защитената местност е с площ 1,0 ha. Обявена е на 17 май 1979 г. с цел опазване на характерен ландшафт. Територията ѝ попада в границите на защитената зона от Натура 2000 по директивата за птиците Централен Балкан Буфер.
В защитената местност се забраняват:
- пашата на домашни животни;
- повреждането на горската растителност;
- преследването на дивите животни и нарушаване на местообитанията им;
- разкриването на кариери, провеждането на минно-геоложки и други дейности, с които се поврежда или изменя ландшафтът;
- извършването на каквото и да е строителство, освен в случаите, когато такова е предвидено по устройствения проект на защитената територия.[1]